# Симеон I (католикос)
Симеон I — 20-й католикос алуанского католикосата Армянской апостольской церкви. Выступил против Нерсеса, бывшего тогда епископом Амараса.

## История
Католикос Симеон, упоминается в сообщениях Мовсеса Каганкатваци. Так, описывая события по поводу церковных распрей в Албании, Каганкатваци приводит полный текст грамоты, направленной знатью Албании и духовенством католикосу армян Илие. Католикос Симеон упомянут одним из первых в начале этого документа.
В период его патриаршества на Партавском соборе в мае 704 года был усилен запрет на, распространённые среди местной знати, кровнородственные браки. Допускались браки начиная лишь с четвёртой степени родства.